# Sommarvilla

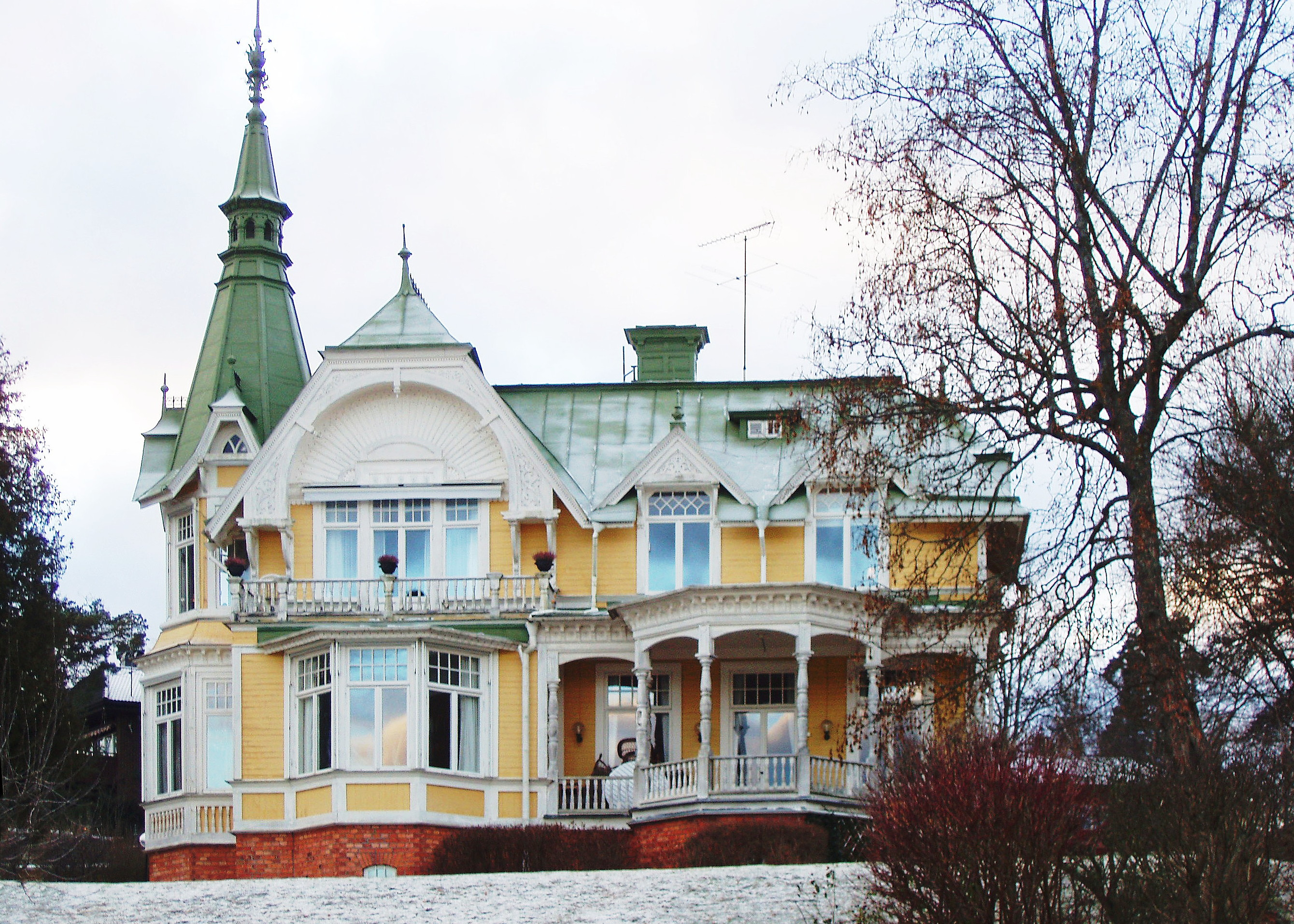
Sommarvillan Högudden på Lidingö, uppförd 1876 (ombyggd 1895).

Sommarvilla (även sommarnöje) kallas ett större enfamiljshus, avsett att användas som bostad under sommaren. I Finland används ibland också ordet villa i denna betydelse. Begreppet är etablerat sedan 1883.

## Historik

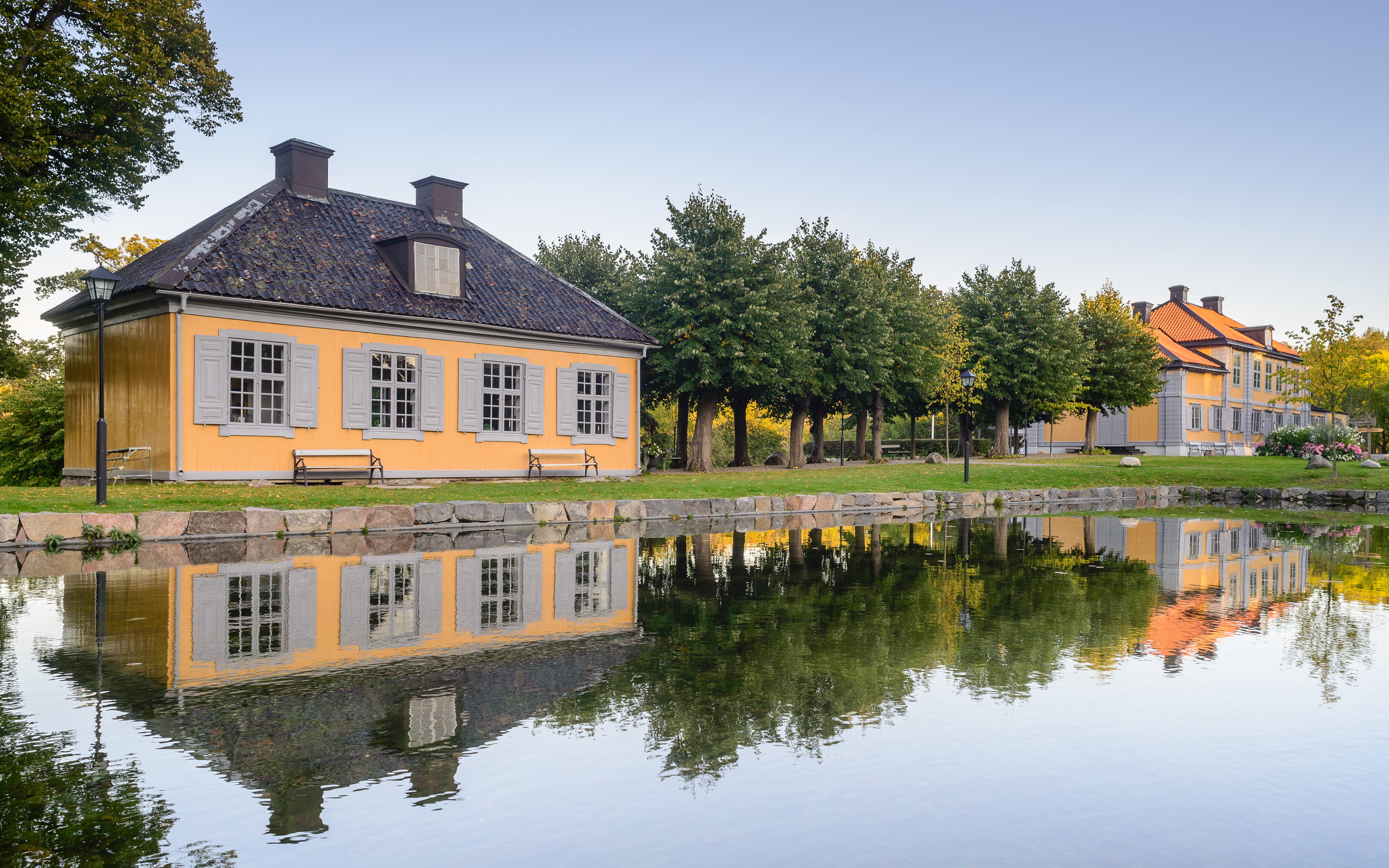
Stora Nyckelviken är ett påkostat sommarnöje från mitten av 1700-talet uppfört av köpmannen Herman Petersén.

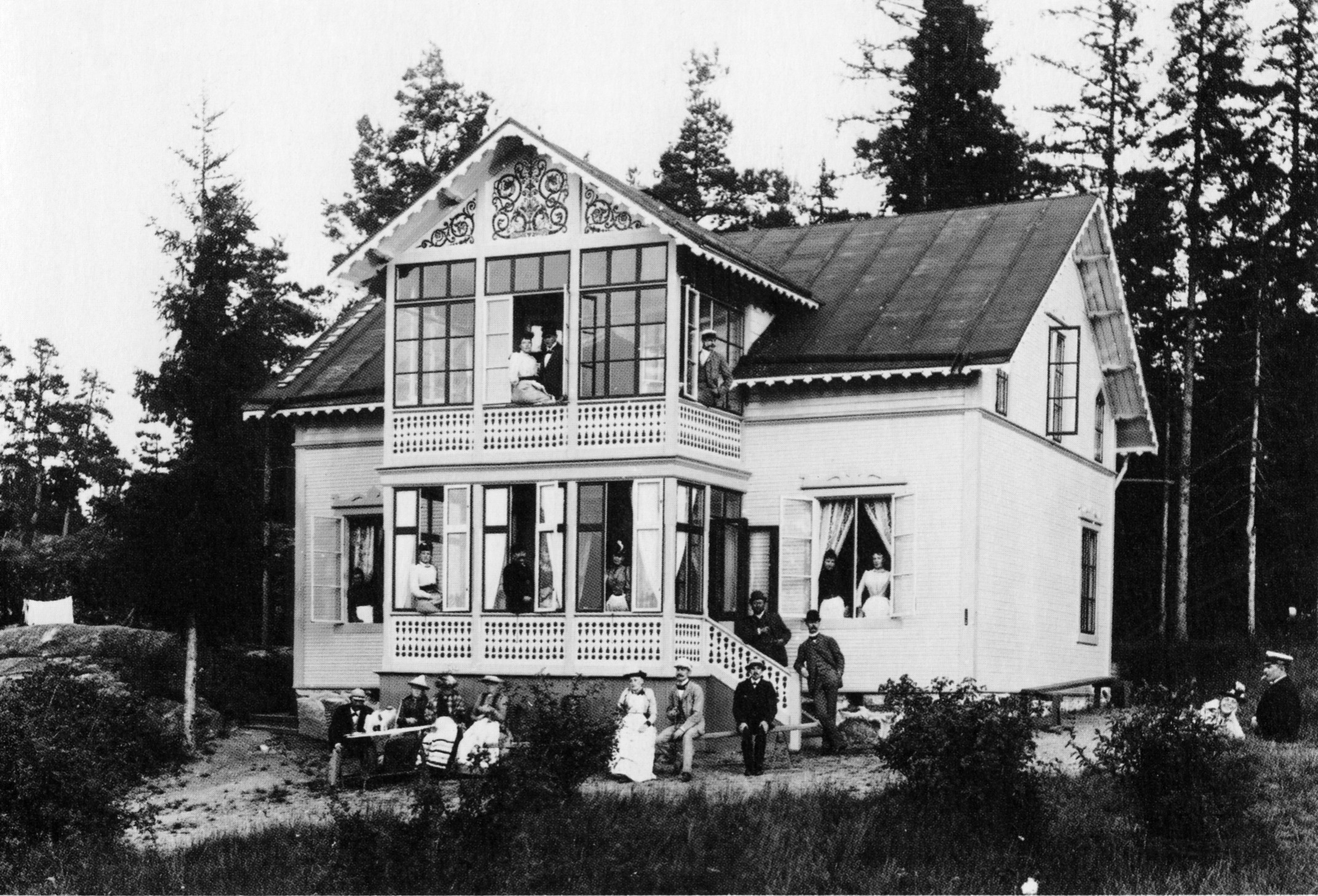
"Erikslund" på Norra Lagnö år 1892

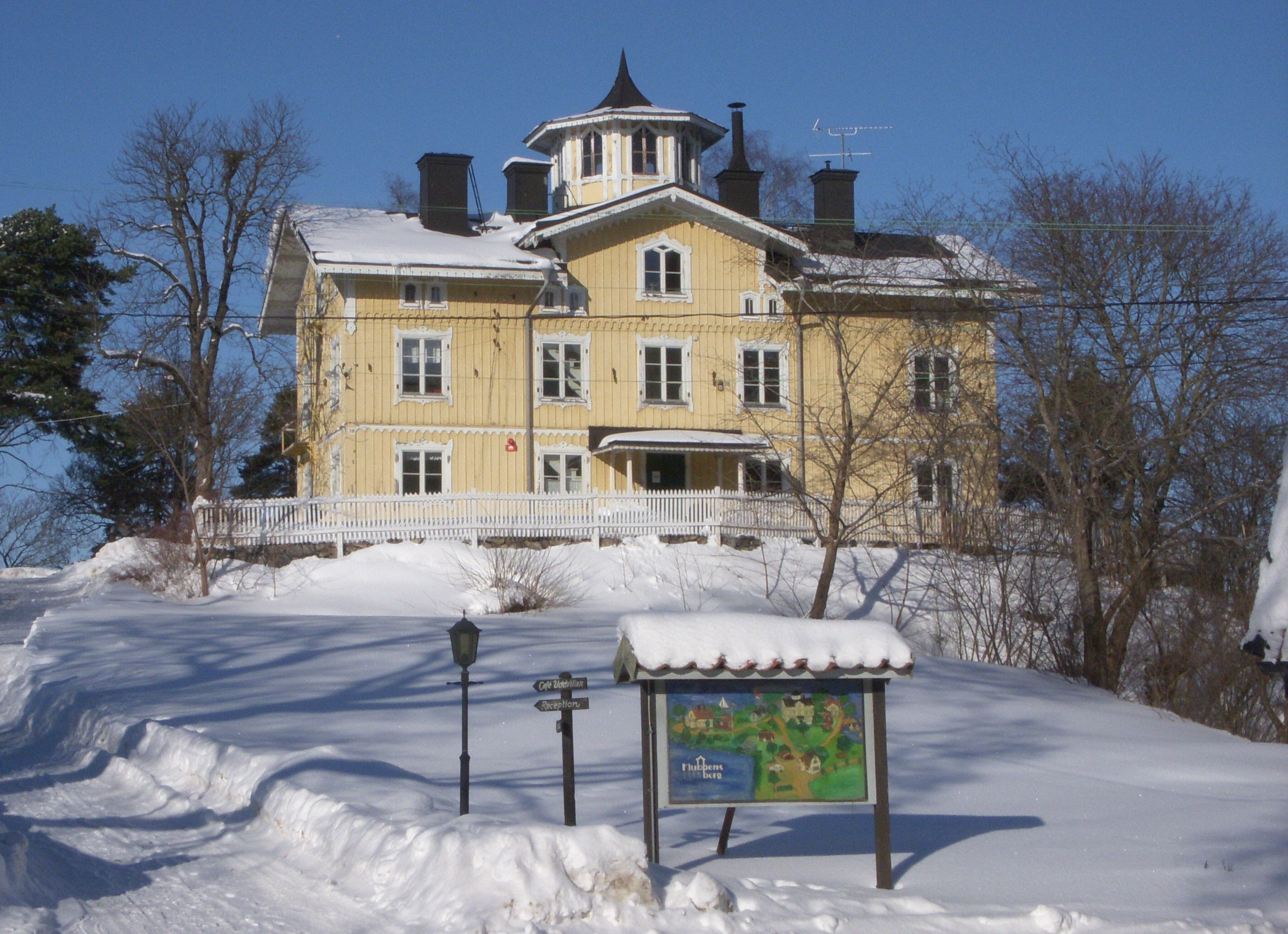
"Tornvillan" på Klubbensborg från 1870-talet

Redan i slutet av 1700-talet började större sommarvillor att uppföras av högreståndsfamiljer, där man såg ett stort värde i att under sommarmånaderna flytta ut "på landet" från de ofta överbefolkade storstädernas stadskärnor med dåliga hygieniska förhållanden, med det var framförallt under slutet av 1800-talet och in på 1900-talet som det blev populärt bland välbärgade familjer att köpa upp tomtmark och uppföra stora sommarvillor, ofta i strandnära lägen vid havet. 
Den reguljära "ångbåtstrafiken" som utvecklades i Stockholm från mitten av 1800-talet medförde att till exempel Skurusundet tidigt började bebyggas innan ens vägar var etablerade. Hela familjen flyttade ut till sommarvillan under hela eller delar av sommaren. Vistelsen i sommarvillan skulle erbjuda samma bekvämligheter som i den ordinarie bostaden inne i stan och man tog därför oftast med sig familjens tjänstefolk som hade till uppgift att sköta hushåll, tvätt och eventuell barnpassning. Villan byggdes därför ofta med en väl tilltagen i bostadsyta för att kunna rymma både familj, tjänstefolk och eventuella långväga gäster. Till sommarvillan hörde också ofta en väl tilltagen gäststuga. 
Efter den djupa och långdragna lågkonjunkturen på 1920- och 30-talen, som kulminerade vid Kreugerkoncernens sammanbrott 1932, då många företag och banker i Sverige försattes i konkurs, upphörde i stort sett byggnationen av stora sommarresidens. Efter andra världskriget ersattes sommarvillorna av de enklare sportstugorna, även kallad sommarstuga, som var byggda med efterkrigstidens samhällsekonomiska situation som bakgrund och semesterlagstiftningen som infördes 1938, där även den vanlige inkomsttagaren, genom statligt subventionerade lån med låga räntor skulle ges möjlighet att skaffa sig ett eget sommarhus utanför stadskärnorna med avsikt att främja friluftsliv nära naturen under ledig tid. Ett av dessa områden var de mycket enkla stugorna vid Årsta havsbad som uppfördes med början 1929 av HSB.
Under 1940-50-talet när många mindre jordbruk började avvecklas genom inflyttningen till storstädernas industrier var det många lantbrukare som började stycka av delar av sina lantbruksfastigheter och en stor mängd mindre sommarhus i storleksklassen 20–55 m² uppfördes runt om i landet. Avstyckning av tomtmark och nybyggnation av sommarstugor kulminerade omkring 1950-60 och har sen dess mest handlat om att byta ut de mindre ursprungliga sommarstugorna till större sommarhus, ofta utrustade med samma bevämligheter som i den ordinarie lägenheten, radhuset eller villan inne i storstaden. Trenden att den ursprungliga helt oisolerade enkelt utrustade sommarstugan utan indraget vatten och WC byggs om som permanentbostad för att kunna utnyttjas hela året, har fortgått i jämn takt ända sen 1960-70-talen. Benämningen "sommarstuga" har därför alltmer övergått till att kallas fritidshus även om begreppet sommarstuga till stor del lever kvar än idag i betydelsen ett mindre hus som i första hand är avsett att användas under sommarsäsongen där man till stor del tillbringar sin tid utomhus och därför inte har lika stort behov av utrymme inomhus som under vintersäsongen.
I mitten på 1970-talet växte en annan form av sommarhusbebyggelse fram där större byggbolag köpte upp lantbruksmark och anlade större fritidsbyar även kallade fritidshusområden, som blev ett attraktivt alternativ till den klassiska campingplatsen. Områdena uppfördes med gemensam vattenförsörjning, sophämtning, ett ordnat vägnät, iordningställda badplatser, stora gemensamhetsytor och bryggor för fritidsbåtar och var i huvudsak planerat som moderna kedjehusområden med fåtal typhus i olika storlek, fast med betydligt större tomtmark för varje hus.

## Grosshandlarvilla

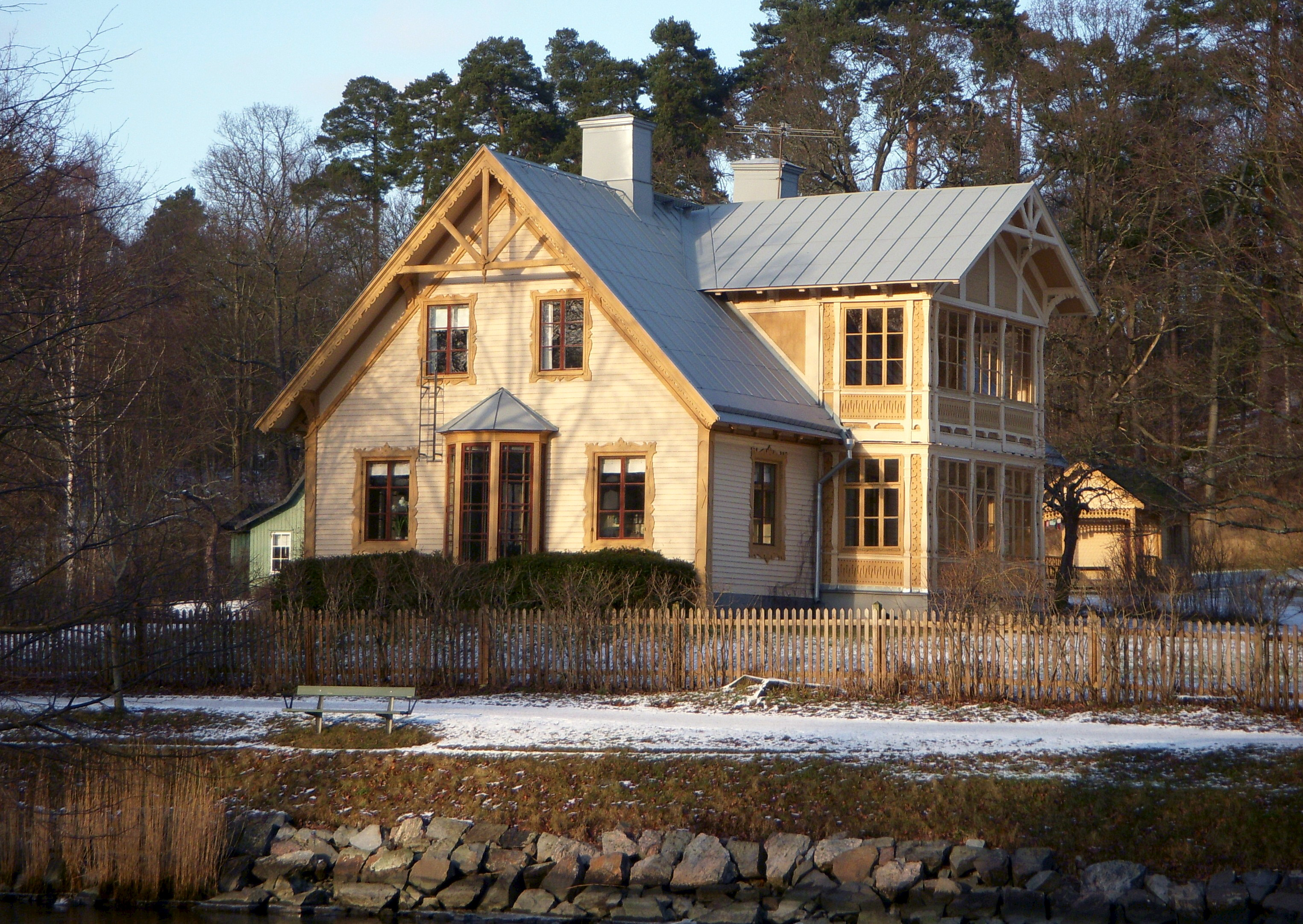
Sommarvillan Johansdal på Djurgården, 1880-tal

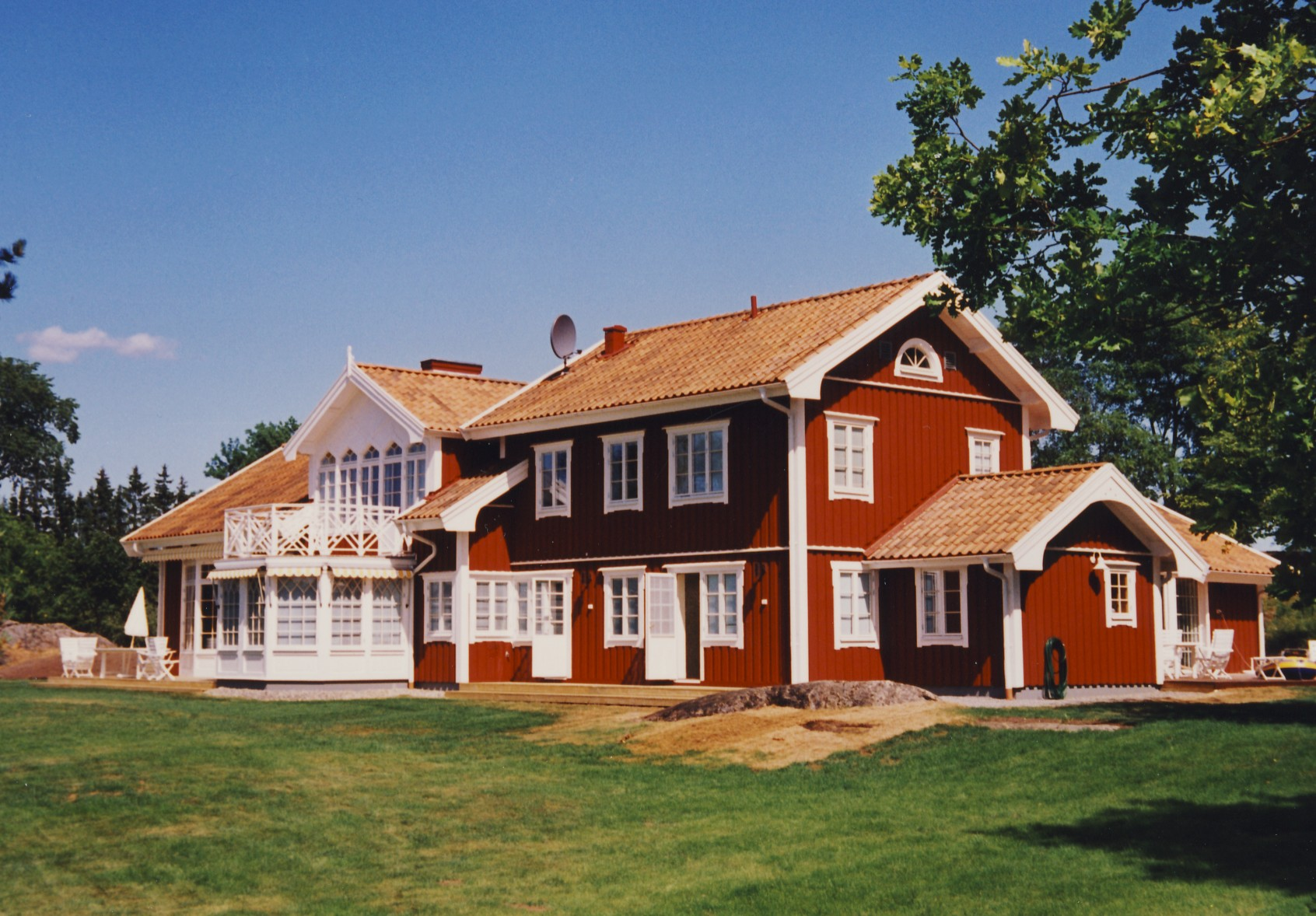
Modern sommarvilla i "grosshandlarstil" på Häringe slottsområde, 1992

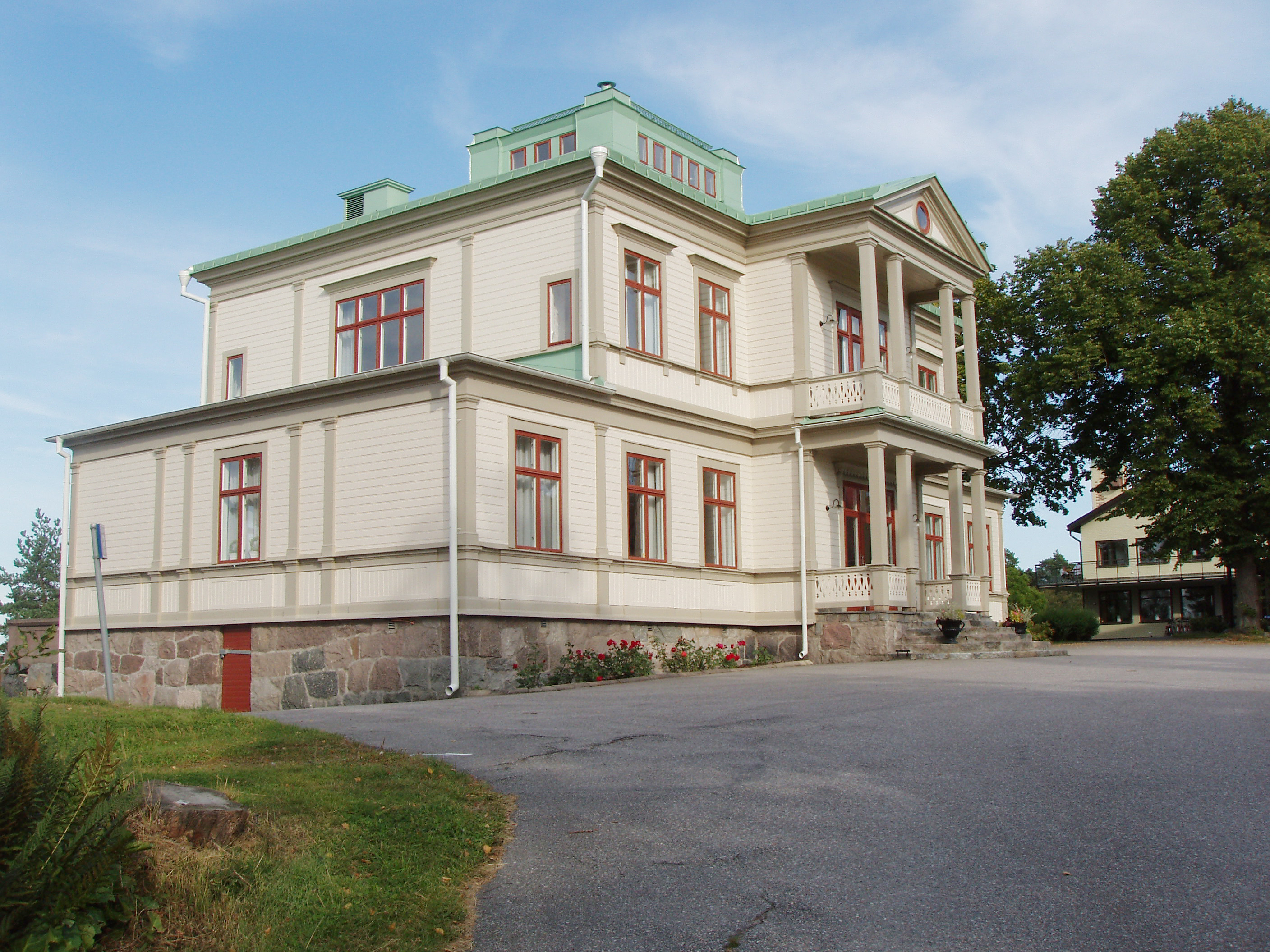
"Sommarvillan" inom Södergarns konferensanläggning, Lidingö. Uppförd av Carl Fredrik Falkman 1888.

Grosshandlarvilla betecknar i Sverige en typ av större sommarvillor, ursprungligen uppförda av förmögna personer som kunde köpa eller arrendera mark, bland annat i de inre delarna av Stockholms skärgård. En beskrivning från 1934 talar om att "Grosshandlarvillan förenar förmöget utseende med billig framställningskostnad". Grosshandlarvillorna uppfördes främst under sent 1800-tal och tidigt 1900-tal. Läget var oftast nära vatten. En artikel i tidskriften Ymer år 1938 beskriver ett område som innefattar Baggensfjärden, de västra och norra delarna av Värmdö, Lindalssundet, delar av Resarö, samt de innersta delarna av skärgården kring Lidingö, Brunnsviken och delvis Edsviken. Denna källa nämner även att det förekommer grosshandlarvillor kring Dalarö, Furusund och (delvis) Sandhamn.
En undersökning av fastighetsägarnas yrkestillhörighet mellan åren 1865-1905 visade att två grupper dominerade bland ägare till avstyckade tomter i inre skärgården (Nacka, Boo, Värmdö, Gustavsberg, Ingarö och Lidingö). Den ena gruppen utgjordes av storföretagare och  godsägare, den andra av högre tjänstemän, officerare och akademiker. Det var alltså personer ur socialklass 1 och 2 med goda ekonomiska resurser, som gav dem möjlighet att äga och att resa ut till sommarnöjet. Grosshandlarna blev symboler för den välbärgade borgarklassen, och var en vanlig titel bland sommargästerna.
En typisk grosshandlarvilla är uppförd i påkostad schweizerstil och brukar karaktäriseras av långt utkragande tak, träfasader med utsmyckningar i så kallad snickarglädje, spröjsade fönster, punschveranda, lusthus och ursprungligen endast avsedda för sommarbruk. I en skrift från 1938 beskrivs grosshandlarvillan med orden: "Planlösningen hos dessa villor är ej lika oregelbunden som det yttre", samt "huskroppen är försedd med ett flertal utsprång, vilka bilda balkonger, verandor och trapptorn. Stora fönsterytor öppna sig mot omgivningen, och glastäckta verandor omväxla med helt öppna sådana". En gärna anlitad arkitekt var Fredrik Wilhelm Scholander som redan 1852 visade praktiska exempel och typritningar för villor i schweizerstilen i Tidskrift för Praktisk Byggnadskonst och Mekanik m.m.
Begreppet grosshandlarvilla används även i marknadsföring av nytillverkade kataloghus med utseendemässiga likheter till de gamla grosshandlarvillorna. De moderna husen är dock i regel mindre, har mindre påkostade utsmyckningar och uppförs i serieproduktion för åretruntbruk.

## Större sommarvillor i Stockholms skärgård
De flesta större sommarvillor som uppfördes i början av 1900-talet och som finns bevarade, har byggts om med permanentstandard och ägs idag till största delen av företag, klubbar eller institutioner för att kunna utnyttjas som mindre kursgårdar, sommarhus för anställda eller som vandrarhem. Bland några av de mer kända större sommarresidensen i Stockholms skärgård som uppfördes i början av 1900-talet kan nämnas:
- Ivar Kreugers sommarvilla på ön Ängsholmen i den nordvästra delen av Kanholmsfjärden.
- Kurt Heineckes sommarvilla på ön Lökholmen vid Sandhamn som idag ägs av KSSS.
- Wilhelm Rönnströms sommarvilla på ön Finnhamn som drivs som vandrarhem i STF:s regi.

## Övrigt
I Österbotten i Finland kan med sommarvilla eller villa avses även en mindre sommarstuga.